# Trotzhaus
Trotzhaus ist eine Ortslage in der bergischen Großstadt Wuppertal.

## Lage und Beschreibung
Die Ortslage befindet sich im Wohnquartier Erbschlö-Linde des Stadtteils Ronsdorf auf 253 m ü. NHN in Hanglage des Marscheider Bachtals östlich von Marscheid. Sie umfasst nur das Einzelgehöft Trotzhaus 1. Direkt unterhalb des Gehöftes entspringt der Trotzhauser Siefen, 
der dem Marscheider Bach zufließt.
Benachbart sind neben Marscheid die Ortslagen Marscheiderbach, Kleinsporkert, Jägerhaus, Wefelpütt und Linde.

## Naturschutz
Trotzhuas grenzt unmittelbar an das 36 ha große  Naturschutzgebiet Marscheider Bachtal an, das sich von der Grenze zu Remscheid bei Luckhausen bis zur Wupper erstreckt.

## Geschichte
Trotzhaus erscheint als am Drotts hausgen auf dem Plan der Stadt Ronsdorf des Geometers J. W. Buschmann aus dem Jahr 1790 und als Schenkshäuschen auf der Gemeindecharte der Bürgermeisterei Ronsdorf aus dem Jahr 1826. Der Ort ist auf der Topographischen Aufnahme der Rheinlande von 1824 und auf der Preußischen Uraufnahme von 1840 unbeschriftet eingezeichnet. Ab der Preußischen Neuaufnahme von 1892 ist es auf Messtischblättern regelmäßig verzeichnet.
Im Gemeindelexikon für die Provinz Rheinland von 1888 werden ein Wohnhaus mit 18 Einwohnern angegeben.

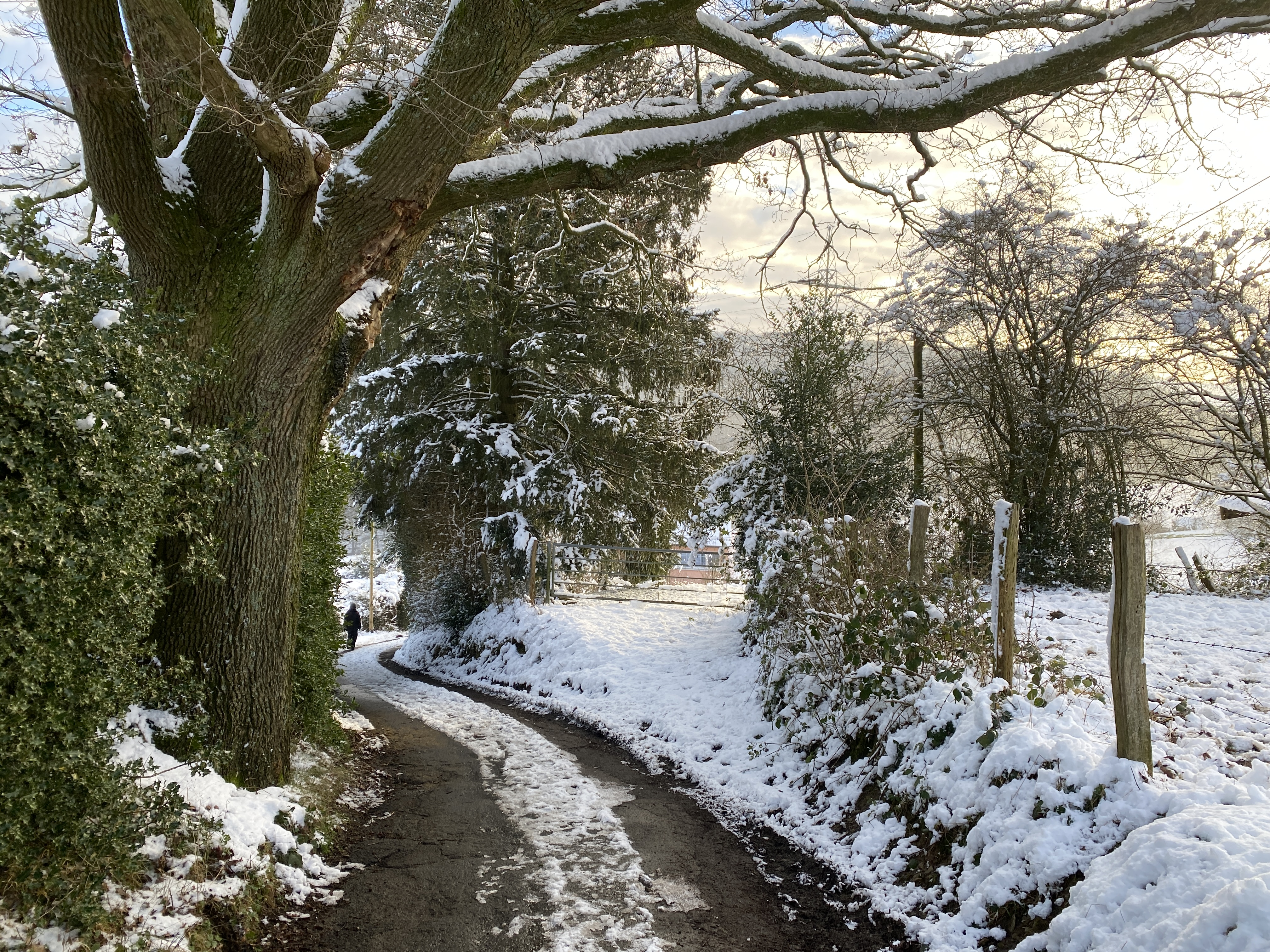
Mächtige Eiche am Weg nach Trotzhaus
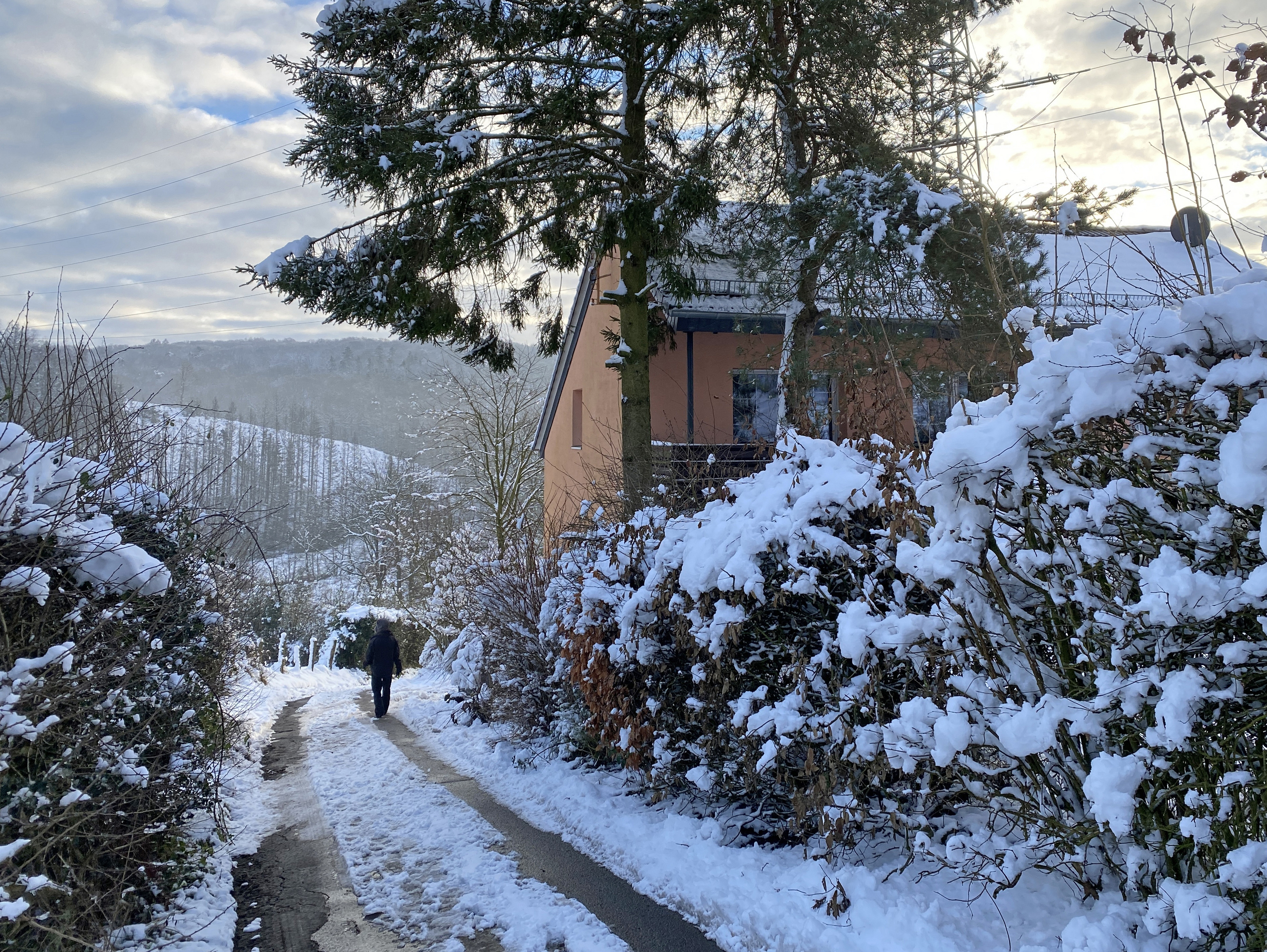
Weg ins Marscheider Bachtal vorbei an Trotzhaus
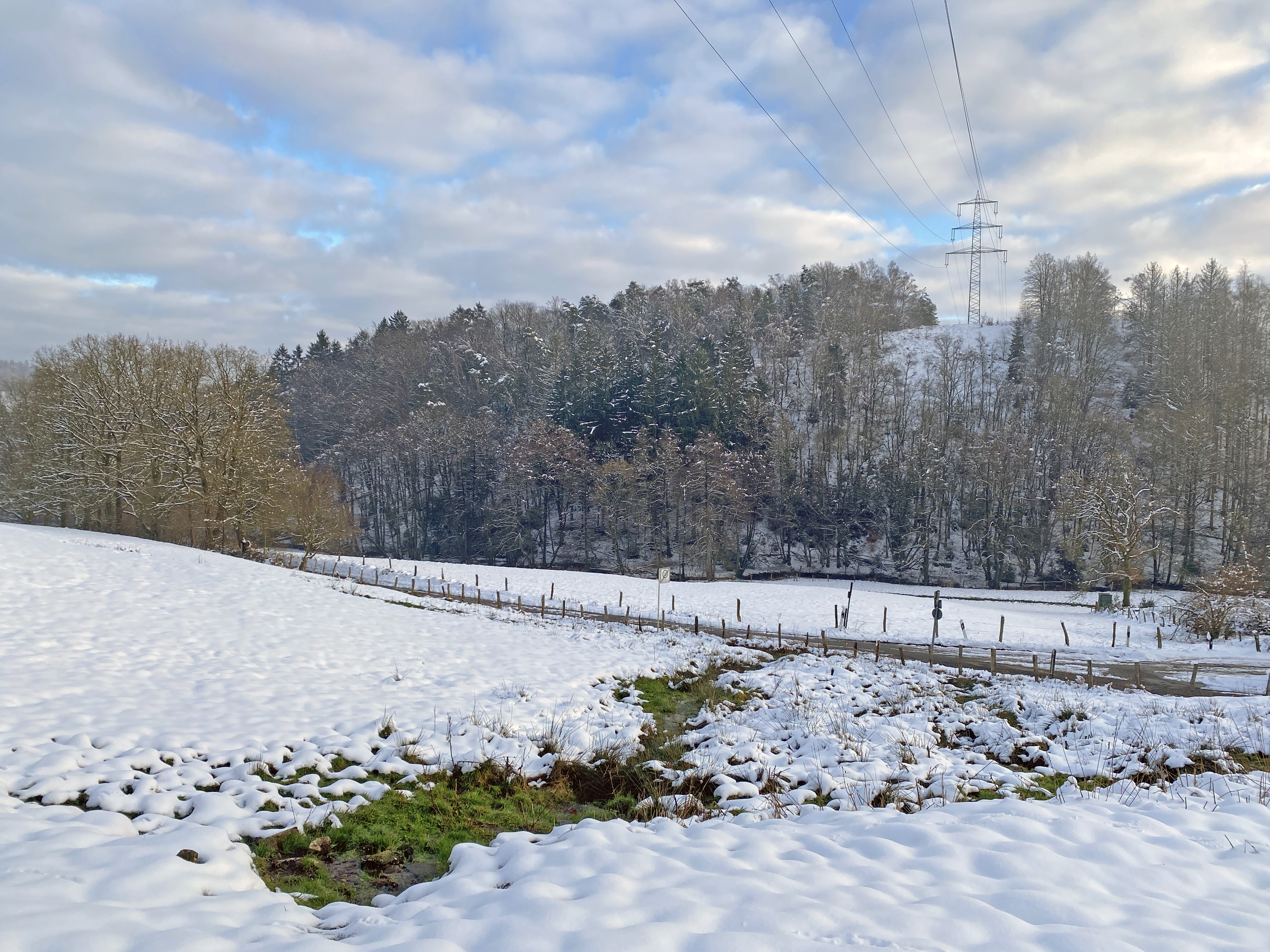
Der Trotzhauser Siefen entspringt direkt unterhalb Trotzhaus 1
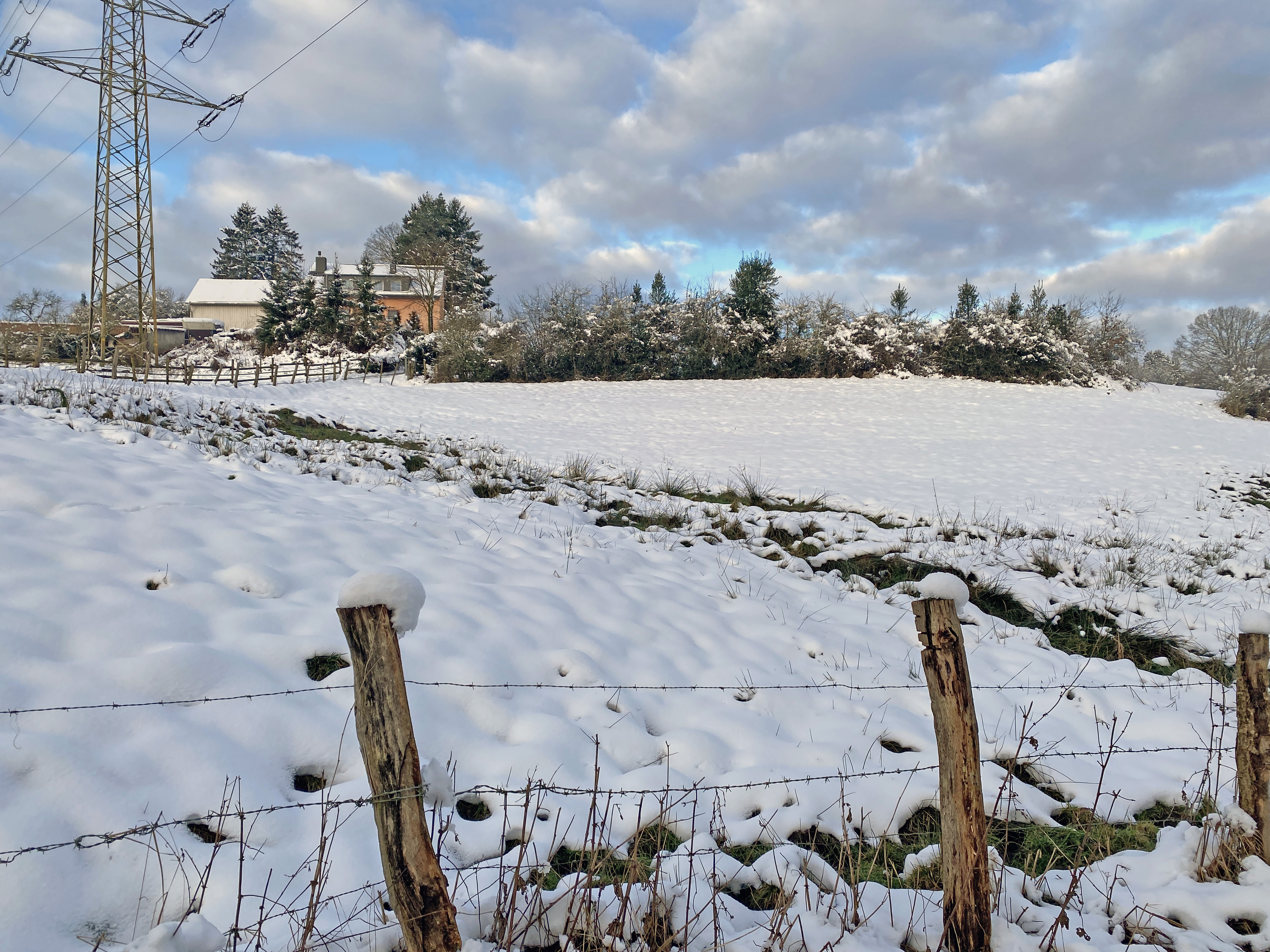
Trotzhaus und Trotzhauser Siefen
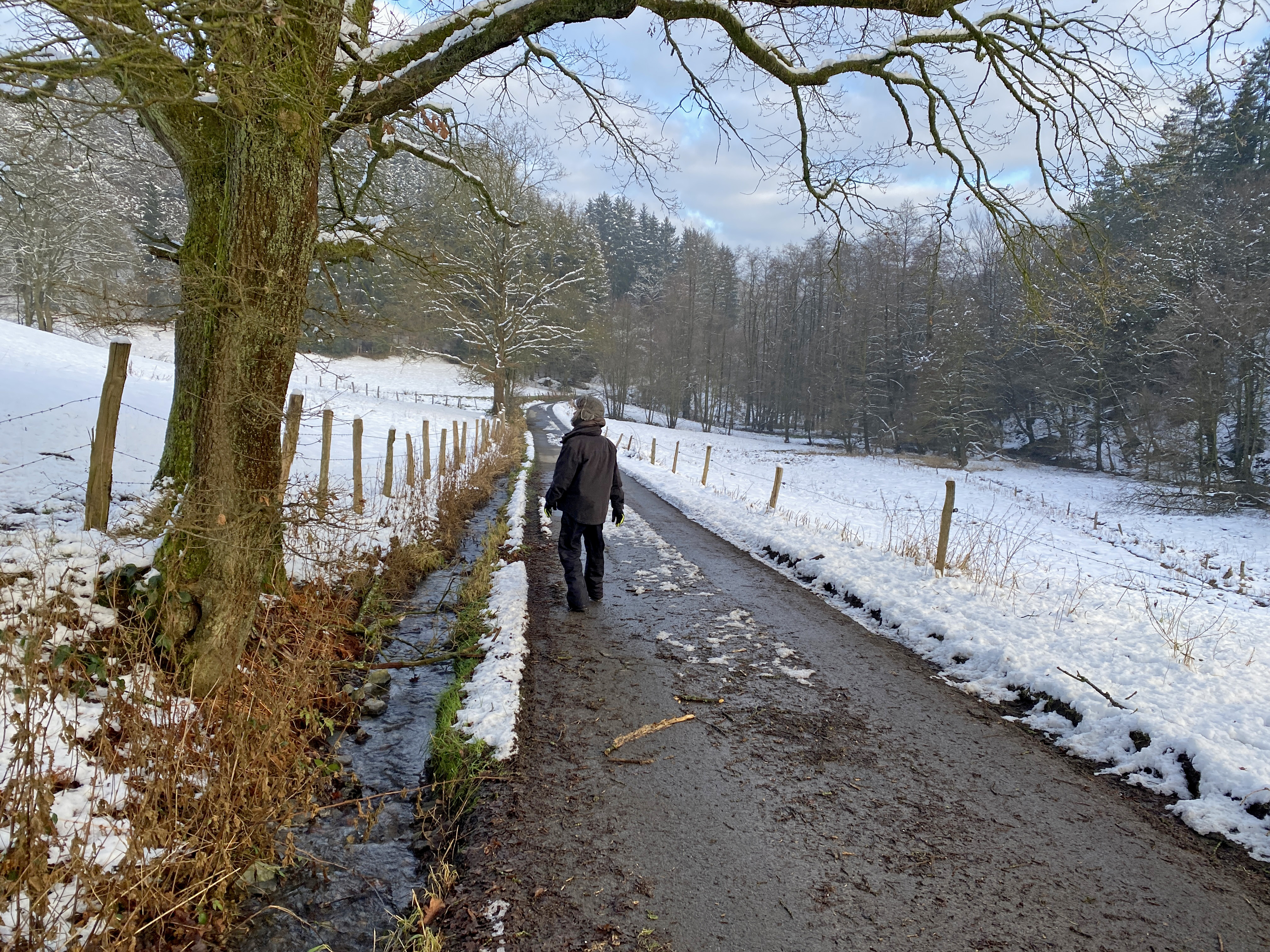
Trotzhauser Siefen und NSG Marscheider Bachtal (rechts)
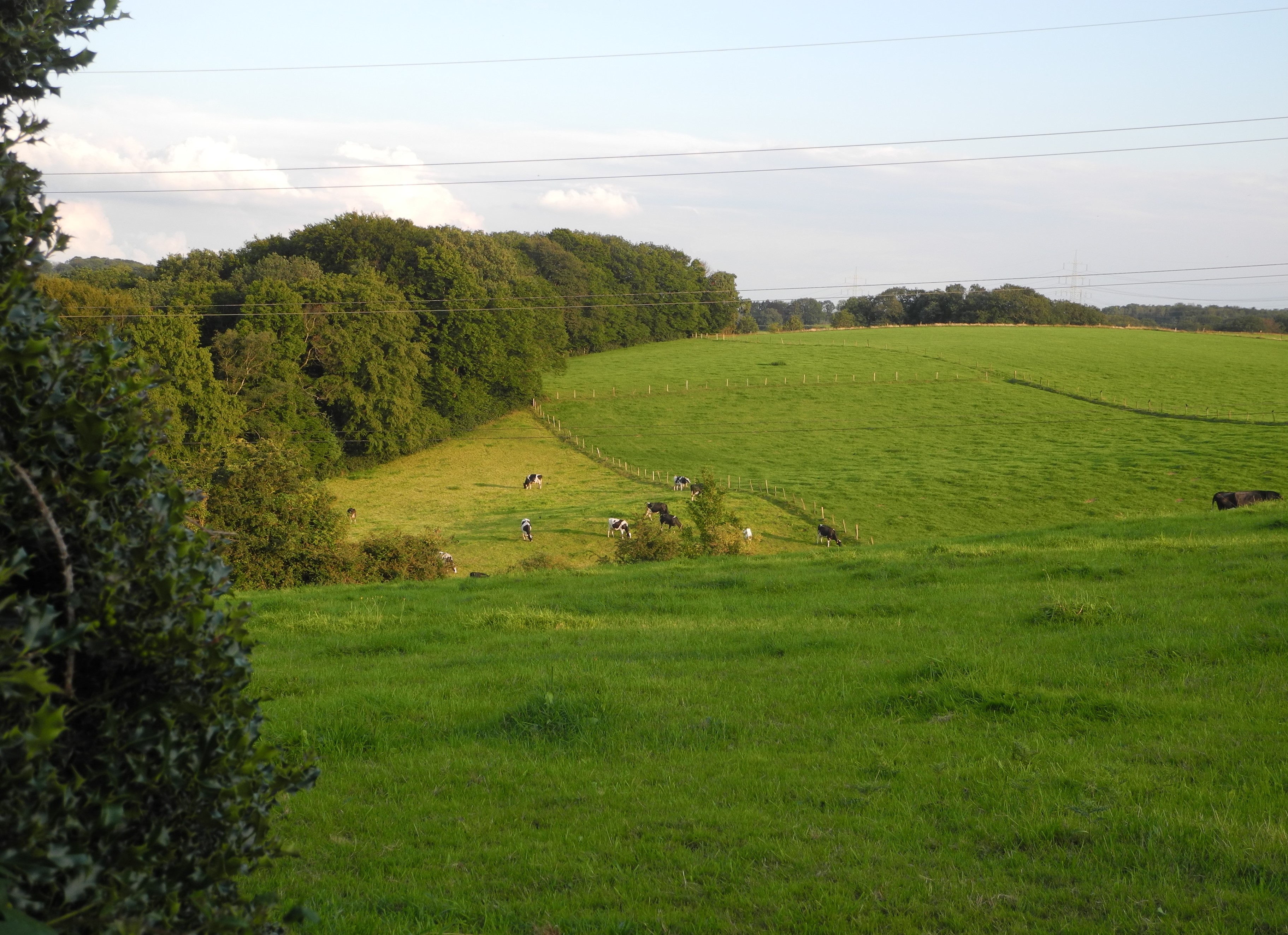
Weiden südöstl. Trotzhaus